# Vigna desmodioides
Vigna desmodioides är en ärtväxtart som beskrevs av Rudolf Wilczek. Vigna desmodioides ingår i släktet vignabönor, och familjen ärtväxter. Inga underarter finns listade i Catalogue of Life.